# Teimuraz Gabashvili
Teimuraz Gabashvili (Tbilisi, 23 de Maio de 1985) é um tenista profissional russo, nascido na Geórgia, ele representa a Rússia, seu melhor ranking foi de número 52.

## Carreira
Seu maior feito, até hoje, foi ter chegado nas Oitavas-de-Final de Roland Garros em 2010, derrotando o n.8 do mundo Andy Roddick na 3a rodada por 3 sets a 0.

## ATP Tour finais

### Duplas: 2 (1 título, 1 vice)
| Legenda                           |
| --------------------------------- |
| Grand Slam (0–0)                  |
| ATP World Tour Finals (0–0)       |
| ATP World Tour Masters 1000 (0–0) |
| ATP World Tour 500 series (0–1)   |
| ATP World Tour 250 series (1–0)   |

| Títulos por Piso |
| ---------------- |
| Duro (0–1)       |
| Saibro (1–0)     |
| Grama (0–0)      |
| Carpete (0–0)    |

| Resultado | N. | Data          | Campeonato                                           | Piso   | Parceiro          | Oponentes                            | Placar           |
| --------- | -- | ------------- | ---------------------------------------------------- | ------ | ----------------- | ------------------------------------ | ---------------- |
| Vice      | 1. | 23 Julho 2007 | Indianapolis Tennis Championships, Indianapolis, EUA | Duro   | Ivo Karlović      | Juan Martín del Potro Travis Parrott | 6–3, 2–6, [6–10] |
| Campeão   | 1. | 12 Abril 2015 | U.S. Men's Clay Court Championships, Houston, EUA    | Saibro | Ričardas Berankis | Treat Huey Scott Lipsky              | 6–4, 6–4         |

## Ligações Externas
- Perfil na ATP